# Robsonius thompsoni
Robsonius thompsoni  (лат.) — вид воробьиных птиц из семейства сверчковые. Эндемик филиппинского острова Лусон. Видовой эпитет был выбран в честь орнитолога Макса С. Томпсона (англ. Max C. Thompson).

## Описание
Длина 20 см и относительно длинные ноги. Вокализация у этих птиц своеобразна и затрудняет их обнаружение в тропическом лесу: их голоса всегда звучат так, будто особь находится далеко, даже если в реальности она совсем близко от наблюдателя.
Три вида рода Robsonius весьма сходны между собой. Их различают по оперению взрослых особей и ДНК.

## Биология
Живут в тропическом подлеске. Питаются насекомыми. Летают с трудом, предпочитая ходить по земле.